# Sobborghi (film)
Sobborghi (Окра́ина, Okraina) è un film del 1933, diretto da Boris Vasil'evič Barnet.

## Trama
Russia, 1914. Aleksandr Petrovič Grešin e la figlia Man'ka tengono a pensione il tedesco Robert, avversario di innumerevoli partite a dama con il padrone di casa. Pëtr Ivanovič Gadkin e i figli Nikolaj e Sen'ka, ciabattini, lavorano, oltre che in proprio, in un'officina artigianale di un imprenditore della calzoleria. Nikolaj non manca di dar man forte ai compagni di vicine manifatture quando indicono degli scioperi, peraltro repressi con brutalità dalle truppe zariste.
All'annuncio della dichiarazione di guerra tedesca alla Russia, fra Aleksandr Petrovič e Robert nasce improvvisa una diatriba di cui prima non si poteva aver sentore, e il tedesco lascia la casa; nello stesso tempo Nikolaj e Sen'ka si arruolano volontari.
I primi prigionieri tedeschi giungono nella cittadina: fra essi v'è il giovan Müller, che fa amicizia con Man'ka, e viene assoldato, in quanto anch'egli ciabattino, da Pëtr Ivanovič. Quando quest'ultimo riceve dal fronte la notizia della morte del figlio Sen'ka i rapporti si fanno però tesi, e Müller viene fatto oggetto di un pestaggio, dal quale è tratto in salvo ad opera di Man'ka e dello stesso Pëtr Ivanovič, che privilegia la solidarietà corporativistica rispetto alla nazionalità.
L'abdicazione dello zar fa nascere nei più la speranza della prossima fine della guerra. Ma il governo provvisorio russo è di parere contrario, così come l'industriale del calzaturificio, che ha meccanizzato la propria azienda dalla quale intende ricavare sempre maggiori profitti con il proseguimento dello sforzo bellico.
Tuttavia, al fronte, spossato da anni di interminabile conflitto, Nikolaj, a nome degli occupanti della trincea, alza bandiera bianca a significare la resa: dal reciproco avamposto scaturiscono i soldati tedeschi e i due schieramenti fraternizzano. Tuttavia tale atto è considerato un tradimento, una indebita commistione col nemico, e Nikolaj viene fatto segno di un colpo di arma da fuoco da parte dei guerrafondai: egli spira tra le braccia di un compagno che gli annuncia l'avvenuta presa del Palazzo d'Inverno, da parte dei bolscevichi.
Sarà solo con il realizzarsi della rivoluzione d'ottobre che la Russia si avvierà finalmente alla pace.